# Karketu Dili Futebol Clube
Maillots
Karketu Dili Futebol Clube est un club timorais de football basé à Dili, la capitale du pays. C'est le club le plus titré en championnat, avec deux titres remportés en 2017 et 2021.

## Histoire
Le club est fondé à Dili, la capitale du Timor oriental en 2015. Il participe au championnat de première division, la Primeira Divisaun, dès l'édition inaugurale, lors de la saison 2015-2016, qu'il termine à la place de dauphin du premier champion, Sport Laulara e Benfica.
Lors de l'édition suivante, en 2017, Karketu Dili inscrit pour la première fois son nom au palmarès puis devient en 2021 la première formation à remporter le championnat plus d'une fois.
Karketu Dili a également remporté la Supercoupe (Supertaça) en 2017, en s'imposant face à l'Atlético Ultramar, vainqueur de la Coupe nationale cette saison-là.
Malgré ces deux titres nationaux, Karketu Dili n'a jusqu'à présent jamais pris part à une compétition continentale, en l'occurrence la Coupe de l'AFC, car l'année suivant ses titres, la fédération du Timor oriental n'avait pas suivi la réglementation instaurée par la AFC au sujet des licences permettant l'inscription aux compétitions continentales.

## Palmarès
- Championnat du Timor oriental :
  - Vainqueur en 2017, 2021, 2023 et 2025

- Supercoupe du Timor oriental de football (Supertaça) :
  - Vainqueur en 2017